# Готская научная библиотека
Готская научная библиотека (нем. Forschungsbibliothek Gotha) — одно из старейших книгохранилищ Германии, основанное в 1647 году герцогом саксен-готским Эрнстом I в старинном городе Гота. Библиотека размещается в замке Фриденштайн.

## История
Замковая библиотека Готы, древней столицы тюрингских ландграфов, была одной из самых богатых в Германии. Начало ей положил в XVII веке герцог Эрнст I Благочестивый, вступивший в правление недавно основанного Герцогства Саксония-Гота в 1640 году. Он привёз свою коллекцию книг из семейного имущества и трофеев войны после Тридцатилетней войны в Готу. Коллекция включала великолепную рукопись Библии Отто Генриха. Собрание книг постоянно пополнялась за счет пожертвований и покупок. Среди прочего, через библиотеку богослова Иоганна Герхарда, его сына Иоганна Эрнста Герхарда и через сына герцога Эрнста, герцога Фридриха I с частями библиотеки Альтенбургского суда.
Систематизация библиотечных фондов библиотеки по семи тематическим группам, действовавшая до недавнего времени. Такая систематизация восходит к Фейту Людвигу фон Секендорфу, который был назначен первым руководителем библиотеки в возрасте 19 лет и работал там до 1664 года. Иоахим Варфоломей Мейер служащий в должности главного библиотекаря (с 1665) начал каталогизировать библиотеку. Научное исследование фондов библиотеки провёл библиотекарь и богослов Эрнст Саломон Киприан.

### После 1918 года
После 1918 года библиотечному фонду был нанесён серьезный урон, в связи со спорным статусом владения библиотекой, связанного с династическим спором, связанным с государством Саксен-Кобург-Гота. После того, как в 1925 году Имперский суд объявил недействительной экспроприацию принцев 1919 года, библиотека и другие части коллекции были переданы в Фонд искусства и науки герцога Саксен-Гота-Альтенбурга после достижения компромисса в споре в 1826 году. В начале июля 1945 года, вскоре после окончания Второй мировой войны, все главные предметы коллекции, включая Золотой кодекс Эхтернаха и Большую Майнцскую Библию, были привезены герцогской семьей в Кобург.

### После 1945 года
После Второй мировой войны (апрель 1946) бо́льшая часть фондов библиотеки была вывезена в СССР. Основная часть вывезенных фондов находилась в Ленинграде, а небольшая часть — в хранилище ИНИОНа. Бо́льшая часть вывезенных фондов в период правления Н. С. Хрущёва были возвращены в ГДР (1956).

## Собрание
Среди раритетов Готского собрания было 3000 палеотипов (книг первой половины ХVI в.), 900 инкунабул (книг XV в.). В библиотеке были книги с автографами Мартина Лютера, первое издание речей Цицерона (1465), издание трудов Аристотеля (1493), Авиценны (1486). Особую ценность представляет литература эпохи Реформации: рукописи Лютера, Меланхтона, Цвингли, Кальвина. В фондах хранятся также первые печатные книги Гутенберга, более 1 тыс. инкунабул, несколько долютеровских Библий, первая немецкая книга по хирургии с иллюстрациями, первая книга с напечатанными географическими картами (1482), первый немецкий календарь (1473), «Тиль Уленшпигель» (1519), отрывки из Корана начала IX века, арабская рукопись VIII века, турецкая рукопись XIV века и еврейский словарь XVI века. В библиотеке были книги с автографами Мартина Лютера, первое издание речей Цицерона (1465), издание трудов Аристотеля (1493), Авиценны (1486). Библиотекой пользовались Вольтер, Гёте, Готшед и другие писатели и учёные.